# 청주출입국·외국인사무소
청주출입국·외국인사무소(淸州出入國·外國人事務所)는 대한민국 법무부의 소속기관이다. 2018년 5월 10일 발족하였으며, 충청북도 청주시 흥덕구 비하로12번길 52에 위치하고 있다. 소장은 서기관으로 보한다.

## 직무
- 내·외국인의 출입국심사
- 외국인의 등록 및 지문찍기
- 출입국사범의 단속·수사·인수 및 외국인에 대한 동향조사
- 체류자격외의 활동을 하는 외국인에 대한 활동중지명령
- 외국인의 거소 및 활동범위의 제한
- 외국인의 준수사항의 결정
- 재외동포 거소신고등에 관한 사항
- 출입국관리기록의 정리와 보관
- 외국인의 보호 및 강제퇴거
- 보호외국인에 대한 분류심사 및 조사
- 보호자에 대한 접견 및 입·출소관리
- 보호자의 경비 및 보호
- 국적취득의 신청, 국적이탈·상실 신고 그 밖의 국적민원 접수 및 실태조사
- 난민인정 결정 및 난민 처우 등에 관한 사항
- 「출입국 관리법 시행령」 별표 1에 따른 외국인의 체류자격 중 거주(F-2), 영주(F-5) 등을 가진 정주외국인 및 귀화자 등의 네트워크 구축·운영 지원에 관한 사항
- 사증발급인정서의 발급 등에 관한 사항
- 기타 내·외국인의 출입국관리에 관한 사항

## 연혁
- 1999년 5월 24일: 법무부 소속으로 청주출입국관리사무소 설치.[2]
- 2018년 5월 10일: 청주출입국·외국인사무소로 개편.[3]

## 관할 구역
- 충청북도[4]

## 조직

### 소장
- 심사과[5]